# Calliteara zelotica
Calliteara zelotica är en fjärilsart som beskrevs av Collenette 1932. Calliteara zelotica ingår i släktet harfotsspinnare, och familjen tofsspinnare. Inga underarter finns listade i Catalogue of Life.